# Olympische Sommerspiele 1976/Teilnehmer (Guatemala)
| Gelbes Symbol für Goldmedaillen mit stilisierten Olympischen Ringen | Graues Symbol für Silbermedaillen mit stilisierten Olympischen Ringen | Braundes Symbol für Bronzemedaillen mit stilisierten Olympischen Ringen |
| ------------------------------------------------------------------- | --------------------------------------------------------------------- | ----------------------------------------------------------------------- |
| —                                                                   | —                                                                     | —                                                                       |

Guatemala nahm an den Olympischen Sommerspielen 1976 in Montréal mit einer Delegation von 28 Athleten (26 Männer und zwei Frauen) an acht Wettkämpfen in fünf Sportarten teil. Es konnte keine Medaille gewonnen werden.

## Teilnehmer nach Sportarten

### Fußball
Männer
- Gruppenphase

- - Tor

1 Julio Rodolfo García
17 Ricardo Piccinini
  - Abwehr

2 Julio Gómez Rendón
3 Carlos Monterroso
4 Luis Villavicencio
5 Allan Wellmann
  - Mittelfeld

6 Edgar Bolaños
8 Benjamín Monterroso
10 Jorge Hurtarte
12 Marco Fión
14 Sergio Rivera
16 Felix McDonald
  - Sturm

7 Óscar Enrique Sánchez
9 Selvin Pennant
11 René Morales
13 Julio César Anderson
15 Peter Sandoval

### Gewichtheben
Männer
- Edgar Tornez

### Reiten
- Rita de Luna
- Silvia de Luna
- Oswaldo Méndez

### Schießen
- Eduardo Echeverría
- Víctor Giordani
- Arturo Iglesias
- Francisco Romero Arribas
- Edgardo Zachrisson

### Segeln
- Juan Maegli
- Jorge Springmühl